# Kayky
Kayky da Silva Chagas (Rio de Janeiro, 11 juni 2003) – ook wel bekend als Kayky – is een Braziliaans voetballer die doorgaans speelt als vleugelspeler. In juli 2025 verruilde hij Manchester City voor Bahia.

## Clubcarrière
Kayky speelde in de jeugd van Fluminense. Voor die club maakte hij zijn debuut op 5 maart 2021, toen op bezoek bij Resende met 2–1 verloren werd in het kader van het Campeonato Carioca. Kayky begon aan het duel als reservespeler en mocht van coach Roger Machado acht minuten voor rust invallen voor Miguel Silveira. Zijn eerste doelpunt volgde op 7 april van dat jaar, toen hij tegen Macaé de score opende na vierentwintig minuten. Doordat na hem ook Fred, Nenê en Paulo Henrique Ganso tot scoren kwamen, won Fluminense de wedstrijd met 0–4.
In de zomer van 2021 maakte Kayky voor een bedrag van circa tien miljoen euro de overstap naar Manchester City, waar hij zijn handtekening zette onder een verbintenis voor de duur van vijf seizoenen. Zijn eerste seizoen leverde één competitiewedstrijd op, waarna de Braziliaan voor een jaar verhuurd werd aan Paços de Ferreira. In januari 2023 keerde hij terug naar Manchester City, dat hem daarop voor de rest van het kalenderjaar verhuurde aan Bahia.
Aan het begin van het seizoen 2024/25 nam Sparta Rotterdam de Braziliaan voor een jaar op huurbasis over. Hij liep in november een spierblessure op, waardoor hij een tijd uit de roulatie zou liggen. In de winterstop besloot Sparta dat Kayky met zes competitiewedstrijden op zijn naam weer mocht terugkeren naar Manchester City. Na zijn terugkeer verhuurde die club hem voor de tweede maal aan Bahia. In de zomer werd de verhuurperiode omgezet in een vaste overstap naar Bahia, waar Kayky voor vierenhalf jaar tekende.

## Clubstatistieken
| Seizoen | Club                | Competitie     | Competitie | Competitie | Beker | Beker | Internationaal | Internationaal | Totaal | Totaal |
| Seizoen | Club                | Competitie     | Wed.       | Dlp.       | Wed.  | Dlp.  | Wed.           | Dlp.           | Wed.   | Dlp.   |
| ------- | ------------------- | -------------- | ---------- | ---------- | ----- | ----- | -------------- | -------------- | ------ | ------ |
| 2021    | Fluminense          | Série A        | 24         | 3          | 4     | 0     | 9              | 1              | 37     | 4      |
| 2021/22 | Manchester City     | Premier League | 1          | 0          | 1     | 0     | 0              | 0              | 2      | 0      |
| 2022/23 | → Paços de Ferreira | Primeira Liga  | 8          | 0          | 1     | 0     | —              | —              | 9      | 0      |
| 2023    | → Bahia             | Série A        | 24         | 4          | 4     | 0     | —              | —              | 28     | 4      |
| 2024/25 | → Sparta Rotterdam  | Eredivisie     | 6          | 0          | 1     | 0     | —              | —              | 7      | 0      |
| 2025    | → Bahia             | Série A        | 10         | 2          | 5     | 0     | 5              | 0              | 20     | 2      |
| 2025    | Bahia               | Série A        | 0          | 0          | 0     | 0     | —              | —              | 0      | 0      |
| Totaal  | Totaal              | Totaal         | 73         | 9          | 16    | 0     | 14             | 1              | 103    | 10     |

Bijgewerkt op 1 juli 2025.

## Erelijst
| Premier League | 1 | 2021/22 |